# Walter Farley
Walter Farley, född 26 juni 1915 i Syracuse, New York, död 16 oktober 1989, var en amerikansk författare. Han har skrivit böckerna om Svarta Hingsten. 1941 publicerades hans första och mest kända verk "Den svarta hingsten". 
Farleys farbror var en riktig hästkarl och lärde sig om olika typer av hästträning och kända ryttare och hästar.
Walter Farley och hans fru Rosemary fick fyra barn - Pam, Alice, Steven och Tim - som de uppfostrade på en farm i Pennsylvania och i ett sommarhus i Florida.
Farley började skriva "Den Svarta Hingsten" redan när han gick i high school och skrev senare flera uppföljare. Efter Farleys död fortsatte sonen Steven serien.
1989 hedrades Walter Farley av biblioteket i hans hemstad Venice, Florida, vilket grundade "The Walter Farley Literary Landmark" i dess barnavdelning.
Farley dog i cancer i oktober 1989, strax före publiceringen av "The Young Black Stallion", som är bok nummer tjugo i Svarta hingsten-serien.

### Svarta hingsten
1. Den svarta hingsten (översättning Britte-Marie Bergström, 1952) (The Black Stallion, 1941)
2. Svarta hingsten kommer tillbaka (översättning Britte-Marie Bergström, 1953) (The Black Stallion Returns, 1945)
3. Svarta hingstens son (översättning Britte-Marie Bergström, 1954) (Son of the Black Stallion, 1947)
4. Eldfuxen (översättning Sven Bergström) (The Island Stallion, 1948)
5. Svarta hingsten triumferar (översättning Britte-Marie Bergström, 1955) (The Black Stallion and Satan, 1949)
6. Svarta hingstens travföl (översättning Saga och Claës Gripenberg) (The Blood Bay Colt, 1951) Gripenberg
7. Eldfuxens vrede (översättning Sven Bergström) (The Island Stallion's Fury, 1951)
8. Svarta hingsten och Argbiggan (översättning Sven Bergström, 1956) (The Black Stallion's Filly, 1952)
9. Svarta hingsten gör uppror (översättning Sven Bergström, 1958) (The Black Stallion Revolts, 1953)
10. Signal, svarta hingstens son (översättning Sven Bergström, 1959) (The Black Stallion's Sulky Colt, 1954)
11. The Island Stallion Races (1955) (Ej utgiven på svenska)
12. Svarta hingsten tävlar igen (översättning Sven Bergström, 1960) (The Black Stallion's Courage, 1956)
13. Svarta hingsten-mysteriet (översättning Sven Bergström, 1961) (The Black Stallion Mystery, 1957)
14. Hästtämjaren (översättning Gabriel Setterberg) (The Horse Tamer, 1958)
15. Svarta hingsten och vildhästarna (översättning Rose-Marie Nielsen) (The Black Stallion and Flame, 1960)
16. Svarta Hingsten möter Eldfuxen (översättning Roland Adlerberth) (The Black Stallion Challenged, 1964)
17. The Black Stallion's Ghost (1969) (Ej utgiven på svenska)
18. Svarta hingsten och flickan (översättning Britte-Marie Bergström, 1972) (The Black Stallion and the Girl, 1971)
19. The Black Stallion Legend (1983) (Ej utgiven på svenska)
20. The Young Black Stallion (1989, tillsammans med Steven Farley) (Ej utgiven på svenska)

### Andra böcker (i urval)
- Segraren - världens snabbaste häst (Man o' War)
- Hunden, pojken och tjuvskyttarna (Great Dane Thor)
- Outgiven på svenska (Big Black Horse)
- Outgiven på svenska (The Horse That Swam Away)
- Outgiven på svenska (Little Black, A Pony)
- Outgiven på svenska (Little Black Goes to the Circus)
- Outgiven på svenska (The Little Black Pony Races)